# Седрён
Седрён (нем. Sedrun) — деревня в Швейцарии, находится в кантоне Граубюнден.
Является центральным населённым пунктом коммуны Туеч. Входит в состав региона Сурсельва (до 2015 года входила в округ Сурсельва).
Население составляет 2453 человека (на 31 декабря 2007 года). Официальный код — 3986.